# فرنسيسكو لوكي
فرنسيسكو لوكي (بالإسبانية: Francisco Luque)‏ هو نحات إسباني، ولد في 1948 في سانتايلا في إسبانيا.